# Chris Sabin
 (avril 2025).
Motif : Beaucoup d'informations non sourcées
Pour les articles homonymes, voir Sabin et Harter.
Joshua Harter (né le 4 février 1982 à Détroit (Michigan)) est un catcheur (lutteur professionnel) américain. Il travaille actuellement à la World Wrestling Entertainment, dans la division SmackDown, sous le nom de Chris Sabin.

## Carrière

### Débuts (2001-2003)
Le 2 juin 2001, Chris Sabin bat Amazing N8 Mattson pour le Championnat Junior de la NWA Great Lakes.
Le 10 mars 2002, avec Truth Martini, ils battent JT Lightning et Frankie the Face pour les ceintures par équipe de la XICW . Le 1er juin de la même année, il bat Gutter pour gagner la ceinture poids-lourd de la NWA Great Lakes.

### Ring Of Honor (2003-2010)
Il commence le 14 juin 2003 à la Ring Of Honor, dans un four-way match, gagné par Homicide.
Il revient en 2007 avec Alex Shelley pour obtenir les titres de ROH World Tag Team Championship mais sans succès.
Le 13 février 2010, lors de Anniversary Show VIII, il perd avec Alex Shelley contre les ROH World Tag Team Champions Chris Hero et Claudio Castagnoli par disqualification, après une intervention des Briscoe Brothers.

### Total Nonstop Action Wrestling (2003-2014)

#### Début et X Division Champion (2003-2007)
Le 14 mai 2003, à la TNA, Chris Sabin bat Jerry Lynn et Amazing Red dans un Three-way dance pour gagner la ceinture de la TNA X-Division. Le 25 mai, il bat Jerry Lynn, Johnny Swinger et Frankie Kazarian pour unifier la ceinture de la TNA X-Division et la ceinture Cruiserweight de la WWA mais la perd après le tout premier Ultimate X le 20 août après trois mois de règne.
Il devient à nouveau challenger numéro 1 pour le titre X Division en gagnant la Super X Cup en 2003 puis regagne le titre dans un Ultimate X le 7 janvier 2004 contre Low Ki, Christopher Daniels et Michael Shane mais se blesse ensuite, laissant le titre vacant.
À Hard Justice 2006, il bat Alex Shelley pour devenir challenger numéro 1 au titre de la X Division, il bat ensuite Senshi à Bound Fot Glory 2006 pour devenir (pour la troisième fois de sa carrière) X Division Champion mais perdu le titre deux semaines plus tard à Impact! contre AJ Styles.
Il gagne son quatrième titre de la X Division lors de Final Resolution (2007) en battant Christopher Daniels (alors champion) et Jerry Lynn. Il avait préalablement gagné ce title shot en battant Sonjay Dutt et Jay Lethal à Impact!. Il conserve son titre jusqu'à Slammiversary 2007 ou il le perd contre Jay Lethal et perd son rematch contre lui et Samoa Joe (match gagné par ce dernier).

#### Motor City Machine Guns et blessure (2007-2012)

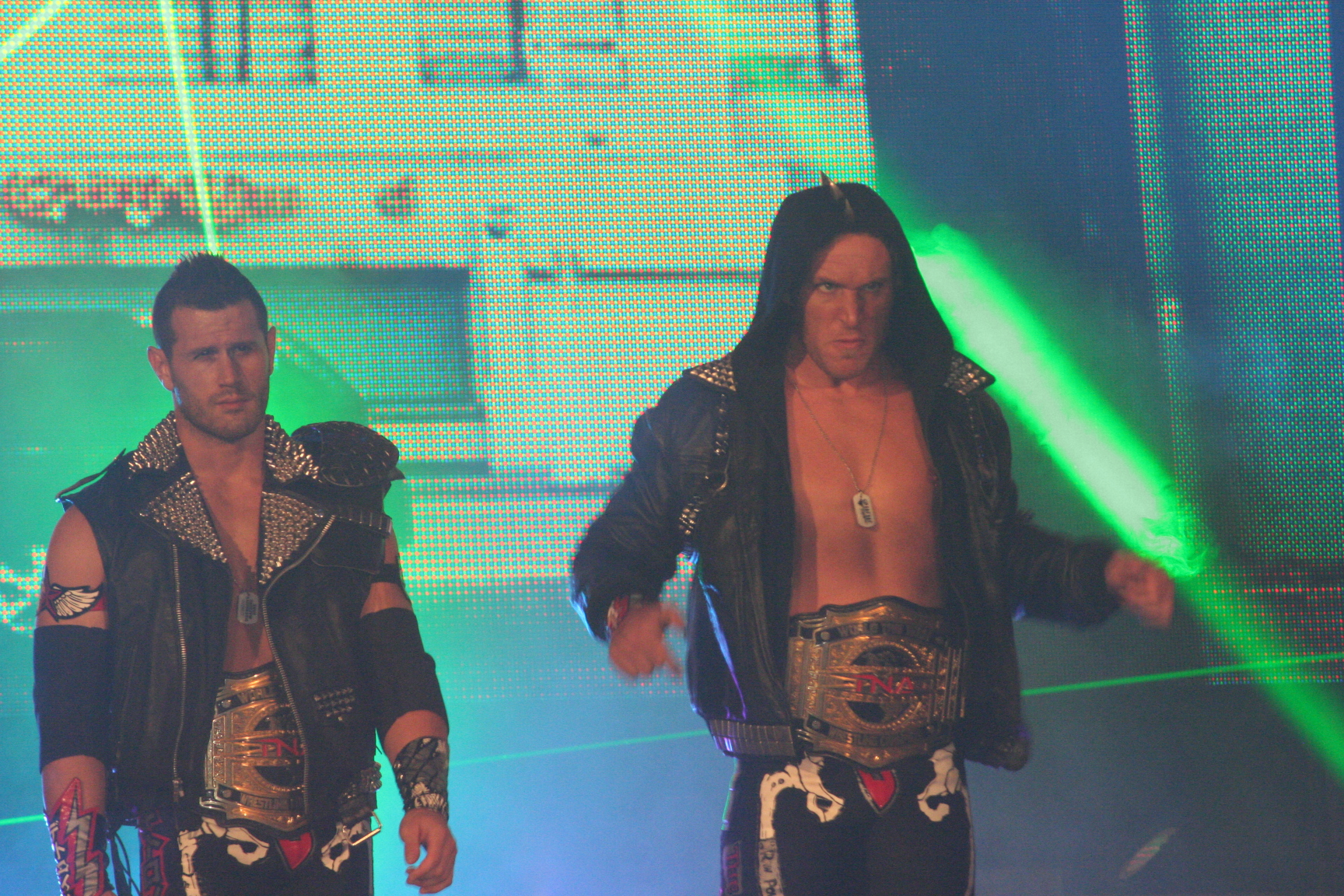
Shelley et Sabin avec les TNA World Tag Team Championship.

Il met ensuite sa carrière solo au second plan pour s'associer avec Alex Shelley et former les Motor City Machine Guns. En novembre 2008, ils effectuent un heel turn en trahissant TNA Frontline.
En janvier 2009, The Motor City Machine Guns gagne les IWGP Junior Heavyweight Tag Team Championship en battant No Limit (Tetsuya Naitō et Yujiro). À Genesis 2009, Alex Shelley bat Chris Sabin pour remporter le TNA X Division Championship faisant d'Alex Shelley un double champion.
Ils parviennent à conserver leurs titres IWGP Jr à Lockdown face à LAX et à No Limit, avant de les perdre en juillet contre Apollo 55 (Prince Devitt et Ryusuke Taguchi).
Ils font ensuite un face turn.
Lors de Victory Road 2010, il remporte avec Alex Shelley les TNA World Tag Team Championship contre Beer Money, Inc. Lors d'iMPACT! du 15 juillet, on apprend l’organisation d’un meilleurs des cinq séries pour les titres des Machine Guns qui affronteront Beer Money, Inc.. C'est un ladder match où accessoirement The Motor City Machine Guns auraient dû gagner mais quand Chris Sabin décrocha le contrat, James Storm lui écrasa une bouteille sur la tête pendant que l'arbitre était inconscient et récupère le contrat quand l'arbitre se relève. À Bound for glory 2010 il conserve le TNA World Tag Team Championship avec Alex Shelley contre Generation ME.
À Genesis, ils perdent les TNA World Tag Team Championship au profit des beer money.
Lors de Lockdown, il perd contre Max Buck dans X Division Xscape Match qui comprenait aussi Jeremy Buck, Robbie E, Brian Kendrick, Suicide, Jay Lethal et Amazing Red et ne devient pas challenger numéro au TNA X Division Championship. À Xplosion, il bat Jay Lethal et Amazing Red. Lors de l'édition IMPACT! du 28, il perd contre Arnaquia et se blesse au genou après un Springboard Clothesline mal exécuté (faute de placement de son adversaire).
Le 5 avril 2012, il fait son retour dans un match en équipe avec Alex Shelley contre Mexican America qu'ils gagnent.
Lors de l'Impact Wrestling du 14 juin, il perd contre Austin Aries dans un Ultimate X Match qui comprenait aussi Zema Ion et ne remporte pas le TNA X Division Championship et Sabin semblait blessé au genou gauche. Le lendemain, il a été annoncé que Sabin avait déchiré son genou gauche pendant le match.

#### Retour, X Division et World Heavyweight Champion (2013)
Il effectue son retour le 2 mai à Impact Wrestling en battant Sonjay Dutt et Zema Ion et devient challenger au X Division Championship.
À Slammiversary XI, Sabin a vaincu Kenny King et Suicide dans un Ultimate X match pour gagner son cinquième X Division Championship.
Lors du Impact du 27 juin 2013 il perd son titre contre Suicide (Austin Aries). La semaine suivante lors de l Impact Wrestling du 4 juillet 2013 il bat Austin Aries et Manic et remporte pour la sixième fois le X Division Championship égalant le record de AJ Styles et Jay Lethal.
Lors de Destination X (2013), il bat Bully Ray et remporte le TNA World Heavyweight Championship. Lors de Hardcore Justice (2013), il perd le titre contre Bully Ray.

#### TNA X Division Champion et Départ (2013-2014)
Il effectue un Heel Turn lors de Impact Wrestling en attaquant Manik mais Jeff Hardy le défend et Chris Sabin s'enfuit. Lors de Bound for Glory (2013), il bat Jeff Hardy, Samoa Joe, Austin Aries et Manik dans un Ultimate X match et remporte le TNA X Division Championship pour la septième fois. Lors d’Impact Wrestling du 12 décembre il perd le titre contre Austin Aries.
Lors d’Impact Wrestling du 2 janvier, il bat Austin Aries et remporte le TNA X Division Championship pour la huitième fois. Lors du 23 janvier 2014 (2e partie de Genesis), il perd le titre contre Austin Aries.
Puis, il disparait de la télévision jusqu'au 9 mai 2014, lorsqu'il quitte la TNA.

### Retour à la Ring of Honor (2015-2019)

#### Retour et Knights of the Rising Dawn (2015-2019)
Depuis le mois de février 2015, un mystérieux clan appelé The Knight of the Rising Dawn interviennent durant certains matchs. Le 4 avril, il s'est avéré que Sabin appartient à ce clan et aide Christopher Daniels et Frankie Kazarian à remporter le ROH World Tag Team Championship. Plus tard dans la soirée, il bat Kyle O'Reilly.
Au cours de l'automne 2015, un mystérieux catcheur utilise le masque de KRD pour se faire passer pour Chris Sabin et interfère dans les matchs de The Addiction. Il s'avère que celui-ci est Alex Shelley, l'ancien partenaire de Sabin. Lors de Final Battle 2015, ils perdent contre ACH, Matt Sydal et Alex Shelley.
Lors de Death Before Dishonor XV, lui et Alex Shelley battent The Young Bucks et remportent les ROH World Tag Team Championship. Lors de Final Battle 2017, ils conservent les titres contre The Best Friends (Chuckie T et Beretta).
Lors de Death Before Dishonor 2018, il perd contre Punishment Martinez et ne remporte pas le ROH World Television Championship.

### Retour à la Total Nonstop Action Wrestling (2020-2024)

#### Retour, triples champions du monde par équipes, champions en solo et départ (2020-2024)
Le 18 juillet à Slammiversary XVIII, ils font leur retour à l'Impact Wrestling, après 10 ans d'absence, disputent leur premier match et battent The Rascalz (Dez et Wentz). Trois soirs plus tard à IMPACT!, ils redeviennent champions du monde par équipes, pour la seconde fois, en battant The North (Ethan Page et Josh Alexander). Le 15 août à Emergence, ils conservent leurs titres en rebattant leurs mêmes adversaires.
Le 24 octobre à Bound for Glory, ils ne conservent pas leurs ceintures, battus par The North dans un 4-Way Tag Team match qui inclut également les Good Brothers, Ace Austin et Madman Fulton. Trois jours plus tard, son partenaire souffre d'une blessure à la nuque et doit s'absenter entre 6 et 8 semaines. Le 14 novembre à Turning Point, James Storm et lui battent XXXL (Acey Romero et Larry D).
Le 16 janvier 2021 à Hard to Kill, Moose, Rich Swann et lui perdent face à Kenny Omega et les Young Bucks dans un 6-Man Tag Team match. Le 29 janvier, Alex Shelley est contraint de s'absenter, pour une durée indéterminée, à cause de son autre métier de kinésithérapeute. Le 13 février à No Surrender, James Storm et lui ne remportent pas les titres mondiaux par équipes, battus par les Good Brothers dans un 3-Way Tag Team match qui inclut également Private Party (Isiah Kassidy et Marq Quen). Un mois plus tard à Sacrifice, ils perdent face à Violent by Design (Deaner et Joe Doering).
Le 25 avril à Rebellion, Eddie Edwards, Willie Mack et eux perdent face aux mêmes adversaires, Rhino et W. Morrissey dans un 8-Man Tag Team match. Le 15 mai à Under Siege, il ne devient pas aspirant no 1 au titre mondial, battu par Moose dans un 6-Way match qui inclut également Chris Bey, Matt Cardona, Sami Callihan et Trey Miguel.
Le 17 juillet à Slammiversary, il prend sa revanche sur son précédent adversaire. Le 20 août à Emergence, il ne devient pas aspirant no 1 au titre mondial, battu par Ace Austin dans un 4-Way match qui inclut également Moose et Sami Callihan. Le 18 septembre à Victory Road, il ne remporte pas le titre X Division, battu par Josh Alexander. 
Le 23 octobre à Bound for Glory, il ne remporte pas le Call Your Shot Gauntlet match, gagné par Moose, et n'obtient pas de contrat pour le match de championnat de son choix. Le 20 novembre à Turning Point, il bat Ace Austin.
Le 8 janvier 2022 à Hard to Kill, il ne remporte pas le titre mondial de la ROH, battu par Jonathan Gresham. Le 19 février à No Surrender, l'équipe Impact, dont il fait partie, perd à celle d'Honor No More dans un 10-Man Tag Team match.
Le 23 avril à Rebellion, il perd face à Steve Maclin dans un Triple Threat match qui inclut également le catcheur néo-zélandais. Le 7 mai à Under Siege, il prend sa revanche sur son même adversaire. Le 19 juin à Slammiversary, l'équipe Impact Originals, dont les deux catcheurs font partie, bat Honor No More dans un 10-Man Tag Team match.
Le 1er juillet à Against All Odds, ils reforment leur duo et battent Bullet Club (Ace Austin et Chris Bey). Le 12 août à Emergence, Kushida et lui perdent face à Violent by Design. À la fin de la soirée, Alex Shelley ne remporte pas le titre mondial, battu par Josh Alexander. Le 23 septembre à Victory Road, ils battent Honor no More (PCO et Vincent).
Le 7 octobre à Bound for Glory, ils ne remportent pas les titres mondiaux par équipes, battus par The Kingdom (Matt Taven et Mike Bennett). Le 18 novembre à Over Drive, ils rebattent le Bullet Club et redeviennent aspirants no 1 aux ceintures. Le 15 décembre à Impact!, ils redeviennent champions du monde par équipes, pour la troisième fois, en prenant leur revanche sur le Kingdom.
Le 13 janvier 2023 à Hard to Kill, ils conservent leurs titres en rebattant Bullet Club et en battant Heath, Rhyno et The Major Players (Brian Myers et Matt Cardona). Le 24 février à No Surrender, Kushida et eux perdent face au Bullet Club dans un 6-Man Tag Team match. Le lendemain à Impact!, ils ne conservent pas leurs ceintures, battus par leurs mêmes adversaires. Le 24 mars à Sacrifice, les trois catcheurs battent Frankie Kazarian, Rich Swann et Steve Maclin dans la même stipulation.
Le 16 avril à Rebellion, ils ne remportent pas les ceintures, rebattus par leurs mêmes adversaires. Le 26 mai à Under Siege, il ne remporte pas le titre X Division, battu par Trey Miguel. Le 9 juin à Against All Odds, il redevient champion X Division, pour la 10e fois, en prenant sa revanche sur son même adversaire.
Le 15 juillet à Slammiversary, il ne conserve pas sa ceinture, battu par Lio Rush. Le 27 août à Emergence, Josh Alexander, Kushida et eux perdent face à Bully Ray, Brian Myers, Lio Rush et Moose dans un 8-Man Tag Team match. Le 8 septembre à Victory Road, ils ne remportent pas les ceintures, battus par The Rascalz (Dez et Wentz).
Le 9 décembre à Final Resolution, ils perdent face à Josh Alexander et Zack Sabre Jr.
Le 13 janvier 2024 à Hard to Kill, il conserve son titre en battant El Hijo Del Vikingo et Kushida dans un 3-Way match. Le 23 février à No Surrender, il ne conserve pas sa ceinture, battu par Mustafa Ali. Le 8 mars à Sacrifice, Kushida et eux perdent face au même adversaire et Grizzled Young Vets (James Drake et Zack Gibson) dans un 6-Man Tag Team match. Le 23 mars à Impact!, ils font leur dernière apparition au sein de la compagnie et annoncent officiellement leur départ.

### World Wrestling Entertainment (2024-...)
Le 13 septembre, ils signent officiellement avec la World Wrestling Entertainment.
Le 18 octobre à SmackDown, ils font leurs débuts dans le show bleu, disputent leur premier match et ensemble, ils battent Los Garzas (Angel et Berto) et A-Town Down Under (Austin Theory et Grayson Waller) dans un Triple Threat Tag Team match. La semaine suivante à SmackDown, ils battent #DIY (Johnny Gargano et Tommaso Ciampa) pour devenir aspirants no 1 aux ceintures par équipes, puis deviennent les nouveaux champions par équipes en battant The Bloodline (Tama Tonga et Tanga Loa) et remportent les titres pour la première fois de leurs carrières.
Le 6 décembre à SmackDown, ils ne conservent pas leurs ceintures, battus par #DIY dans un match revanche.

## Palmarès
- All American Wrestling
  - 1 fois AAW Tag Team Champion avec Alex Shelley
- All Japan Pro Wrestling
  - 1 fois AJPW Junior League (2007)
- Blue Water Championship Wrestling
  - 1 fois BWCW Cruiserweight Champion
- Border City Wrestling
  - 2 fois BCW Can-Am Television Champion
- Full Impact Wrestling
  - 1 fois FIW American Heavyweight Champion
- Game Changer Wrestling
  - 1 fois GCW Tag Team Champion avec Alex Shelley (actuel)
- Great Lakes All-Pro Wrestling
  - 1 fois GLAPW Junior Heavyweight Champion
- International Wrestling Cartel
  - 1 fois IWC Super Indy Champion
  - 1 fois IWC Super Indy Tournament Vainqueur (2004)
- Maryland Championship Wrestling
  - 2 fois MCW Cruiserweight Champion
- Maximum Pro Wrestling
  - 2 fois MXPW Cruiserweight Champion
  - 1 fois MXPW Television Champion
- Michigan Wrestling League
  - 1 fois MWL Light Heavyweight Champion
- National Wrestling Alliance Florida
  - Jeff Peterson Memorial Cup (2005)
- National Wrestling Alliance Great Lakes
  - 1 fois NWA Great Lakes Heavyweight Champion
  - 1 fois NWA Great Lakes Junior Heavyweight Champion
- New Japan Pro Wrestling
  - 1 fois IWGP Junior Heavyweight Tag Team Championship avec Alex Shelley
  - 1 fois Strong Openweight Tag Team Champion avec Alex Shelley (actuel)
- Ontario Championship Wrestling
  - 1 fois OCW Tag Team Champion
- Pro Wrestling ZERO1-MAX
  - 1 fois NWA International Lightweight Tag Team Championship avec Alex Shelley
- Ring of Honor
  - 1 fois ROH World Tag Team Championship avec Alex Shelley
- Total Nonstop Action Wrestling/Impact Wrestling
  - 1 fois TNA World Heavyweight Champion
  - 10 fois TNA X Division Champion (recordman)
  - 3 fois Impact/ TNA World Tag Team Champion avec Alex Shelley
  - TNA Super X Cup (2003)
  - World X Cup (2004 et 2006 en tant que Team USA)
  - Impact Year-End Award :
    - Moment de l'année (2020) - Pour les retours et débuts de Slammiversary

  - 6e TNA Triple Crown Champion
- World Wrestling All-Stars
  - 1 fois WWA International Cruiserweight Champion
- World Wrestling Entertainment
  - 1 fois WWE Tag Team Champion avec Alex Shelley
- Wrestling Observer Newsletter
  - Débutant de l'année 2003
  - Pire match de l'année 2006 (TNA Reverse Battle Royal à TNA Impact!)
- Xtreme Intense Championship Wrestling
  - 1 fois XICW Tag Team Champion avec Truth Martini

## Récompenses des magazines
- Pro Wrestling Illustrated

| Année | 2002 | 2003 | 2004 | 2005 | 2006 | 2007 | 2008 | 2009 | 2010 | 2011 | 2012 à 2013 | 2014 | 2015 | 2016 | 2017 | 2018 | 2019 à 2020 | 2021 | 2022 | 2023 | 2024 |
| ----- | ---- | ---- | ---- | ---- | ---- | ---- | ---- | ---- | ---- | ---- | ----------- | ---- | ---- | ---- | ---- | ---- | ----------- | ---- | ---- | ---- | ---- |
| Rang  | 435  | 146  | 32   | 69   | 107  | 28   | 69   | 52   | 95   | 48   | Non classé  | 43   | 135  | 155  | 127  | 157  | Non classé  | 221  | 202  | 110  | 70   |

## Vie privée
Il a été en couple avec Velvet Sky.